# جيمس ريتر
جيمس ريتر (بالإنجليزية: James Ritter)‏ هو سياسي أمريكي، ولد في 30 أكتوبر 1930 في ألينتاون في الولايات المتحدة، وتوفي في 4 مايو 2015. حزبياً، نشط في الحزب الديمقراطي. وقد انتخب عضو مجلس نواب بنسيلفانيا.